# ویلیام هیپ بیلی
ویلیام هیپ بیلی (انگلیسی: William Heap Bailey; ۲۸ فوریهٔ ۱۸۴۷ – ۱ فوریهٔ ۱۹۲۶) بازیکن فوتبال اهل پادشاهی متحد بریتانیای کبیر و ایرلند بود.